# Zygmunt Föbus Finkelstein
Zygmunt Föbus Finkelstein (hebräisch זיגמונט פובוס פינקלשטיין; geboren 1886 in Lemberg, Österreich-Ungarn; gestorben 9. September 1959 in Jerusalem) war ein österreichisch-israelischer Publizist.

## Leben
Zygmunt Föbus Finkelstein war Sohn eines Polizisten, sein Bruder Josef Finkelstein wurde ebenfalls Rechtsanwalt. Er studierte Rechtswissenschaften an der Universität Wien und in London. Finkelstein war ein Schüler von Adolf Stand, mit dem er 1919 ein polnisches Buch über Theodor Herzl publizierte, von Osias Thon und Leon Reich. In Galizien war er Redakteur der polnisch-jüdischen Monatszeitschrift Moriah. Im Ersten Weltkrieg floh er 1915 aus Galizien nach Wien und machte dort nach dem Krieg eine Rechtsanwaltskanzlei auf. 1917 gab er den polnischen Almanach Zydowski heraus.
Finkelstein wurde in Wien Redakteur der Zeitschrift Die Stimme, die von der zionistischen Gruppierung Allgemeine Zionisten herausgegeben wurde. Daneben schrieb er für die Jewish Telegraphic Agency (JTA) und engagierte sich in Wiener zionistischen Kulturinstitutionen.
Finkelstein veröffentlichte 1924 einen Band Essays über Persönlichkeiten des literarischen Judentums: Israel Zangwill, Salomon Maimon, Max Nordau, Peretz Smolenskin, Theodor Herzl, Sch. An-skj, Adolf Stand, Herzls Mutter [Jeanette Herzl], Naphtali Herz Imber, Scholem Alejchem, J. J. Liniecki, Simon Samuel Frug, I. L. Perez, Achad Haam, Ch. Bialik.
Er heiratete Ella Pollak (1889–1977), sie hatten einen Sohn und eine Tochter, die unter dem Namen Anita Rivin als Schriftstellerin bekannt wurde. Nach dem Anschluss Österreichs 1938 wurde die Anwaltskanzlei geschlossen. Die Tochter wurde mit einem Kindertransport in England in Sicherheit gebracht, und Finkelstein und seine Frau glückte die Ausreise nach Palästina, wo sie sich mit einem Strickwarengeschäft über Wasser hielten. Daneben schrieb er Zeitungsartikel in deutscher, englischer, hebräischer und jiddischer Sprache, die er häufig mit Z. F. Finot signierte.

## Schriften (Auswahl)
- Stürmer des Ghetto : Essays. Wien : Safruth-Verlag, 1924
- Schicksalsstunden eines Führers : sieben Bildnisse um Theodor Herzl. Fotografien Ephraim Moses Lilien.  Wien : Sawitra-Verlag, 1934